# 1594 год в науке

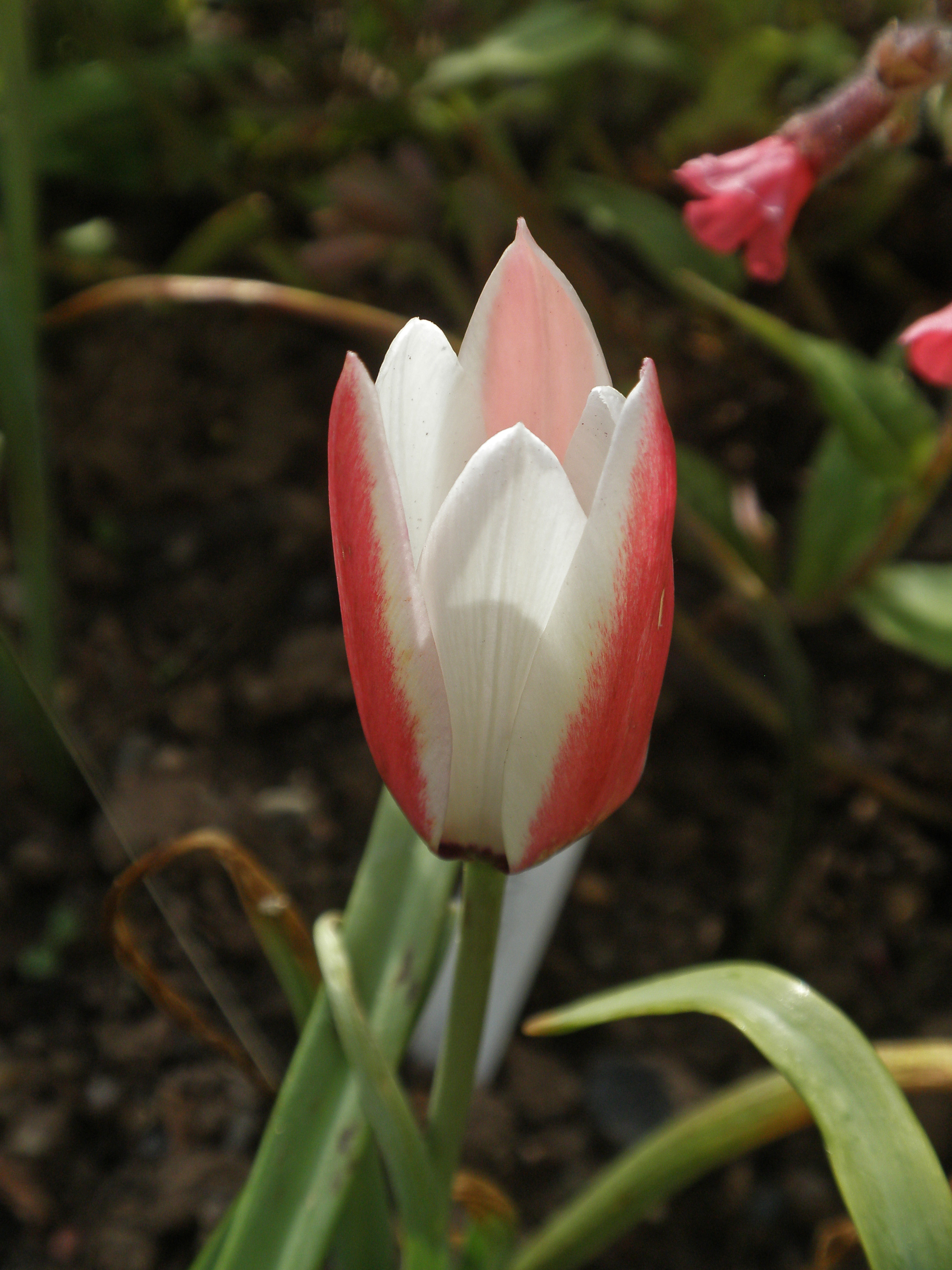
Тюльпан Tulipa clusiana, названный в честь Клузиуса

В 1594 году произошли различные научные и технологические события, некоторые из которых представлены ниже.

## События
- «Король ботаников» XVI века Карл Клузиус привёз в Лейденский ботанический сад (Нидерланды) из Турции первые луковицы тюльпанов; весной 1594 года они успешно расцвели, положив начало голландской «тюльпанной индустрии»[1].
- Первое арктическое путешествие Виллема Баренца в поисках Северного морского пути.

## Публикации
- Джон Дэвис опубликовал трактат о практической навигации «The Seamans Secrets» («Секреты моряка»).

## Родились
См. также: Категория:Родившиеся в 1594 году

## Скончались
См. также: Категория:Умершие в 1594 году
- 22 ноября — Мартин Фробишер, английский мореплаватель и капер, исследователь Арктики (род. в 1535 или 1539 году).
- 2 декабря — Герард Меркатор, фламандский картограф и географ, разработавший меркаторскую проекцию (род. в 1512 году).